# Куплєник
Куплєник (словен. Kupljenik) — поселення в общині Блед, Горенський регіон, Словенія. Висота над рівнем моря: 639,7 м.